# رد کارپت این
رد کارپت این (انگلیسی: Red Carpet Inn) شرکت مهمان‌نوازی آمریکایی است، که در سال ۱۹۶۹ تأسیس شد.